# Saatlî
Saatlî (în azeră Saatlı) este un oraș din Azerbaidjan.